# Bartniaki
Bartniaki (biał. Бартнякі; ros. Бортняки) – wieś na Białorusi, w obwodzie mohylewskim, w rejonie mohylewskim, w sielsowiecie Wiendaraż, nad Łachwą.